# جون دوبرو
جون دوبرو (مواليد 1958) هو رسام أمريكي.  
ولد جون دوبرو في سالم في ماساتشوستس عام 1958.    والتحق بجامعة سيراكيوز، وكلية كامبرويل للفنون في لندن، ومعهد سان فرانسيسكو للفنون.   
قام برسم أسطح المنازل في مدينة نيويورك والقدس، ورسوم البورتريه لشخصيات مثل ويليام بيلي ومارك فومارولي ومارك ستراند.   